# 에어아시아의 운항 노선
2018년 1월 기준, 에어아시아의 운항 노선은 다음과 같다.

## 운항 노선

### 아시아

#### 동아시아
- 대한민국
  - 부산  - 김해국제공항
- 중화인민공화국
  - 광저우 - 광저우 바이윈 국제공항
  - 구이린 - 구이린 량장 국제공항
  - 난닝 - 난닝 우수 국제공항
  - 산터우 - 제양 차오샨 국제공항
  - 선전 - 선전 바오안 국제공항
  - 창사 - 창사 황화 국제공항
  - 쿤밍 - 쿤밍 창슈이 국제공항
  - 항저우 - 항저우 샤오산 국제공항
- 마카오
  - 마카오 - 마카오 국제공항
- 홍콩
  - 홍콩 - 홍콩 첵랍콕 국제공항
- 중화민국
  - 타이베이 - 타이완 타오위안 국제공항
  - 가오슝 - 가오슝 국제공항

#### 동남아시아
- 라오스
  - 비엔티안 - 왓따이 국제공항
  - 루앙프라방 - 루앙프라방 국제공항
- 말레이시아
  - 쿠알라룸푸르 - 쿠알라룸푸르 국제공항 허브
  - 코타키나발루 - 코타키나발루 국제공항
  - 랑카위 - 랑카위 국제공항
  - 미리 - 미리 국제공항
  - 조호르바루 - 세나이 국제공항
  - 쿠칭 - 쿠칭 국제공항
  - 페낭 - 페낭 국제공항
  - 라부안 - 라부안 공항
  - 빈툴루 - 빈툴루 공항
  - 산다칸 - 산다칸 공항
  - 시부 - 시부 공항
  - 알로르세타르 - 술탄 압둘 할림 공항
  - 코타바루 - 술탄 이스말리 페트라 공항
  - 쿠알라트렝가누 - 술탄 마흐무드 공항
  - 타와우 - 타와우 공항
- 미얀마
  - 양곤 - 양곤 국제공항
- 베트남
  - 하노이 - 노이바이 국제공항
  - 다낭 - 다낭 국제공항
  - 호치민 시 - 떤선녓 국제공항
- 브루나이
  - 반다르스리브가완 - 브루나이 국제공항
- 싱가포르
  - 싱가포르 - 싱가포르 창이 국제공항
- 인도네시아
  - 자카르타 - 수카르노 하타 국제공항 허브
  - 덴파사르 - 응우라라이 국제공항
  - 롬복 - 롬복 국제공항
  - 마카사르 - 술탄 하사누딘 국제공항
  - 메단 - 쿠알라나무 국제공항
  - 반다아체 - 술탄 이스칸다르 무다 국제공항
  - 반둥 - 후세인 사스트라네가라 국제공항
  - 세마랑 - 아흐마드 야니 국제공항
  - 수라바야 - 주안다 국제공항
  - 요그야카르타 - 아디스킵토 국제공항
  - 파당 - 미낭카바우 국제공항
  - 페칸바루 - 술탄 샤리프 카심 2세 국제공항
  - 발릭파판 - 술탄 아지 무하마드 술라이만 공항
  - 팔렘방 - 술탄 마흐무드 바다루딘 2세 공항
  - 폰티아낙 - 수파디오 공항
- 캄보디아
  - 프놈펜 - 프놈펜 국제공항
  - 씨엠립 - 씨엠립 국제공항
- 태국
  - 방콕 - 돈므앙 국제공항 허브
  - 끄라비 - 끄라비 국제공항
  - 치앙마이 - 치앙마이 국제공항
  - 푸켓 - 푸켓 국제공항
  - 핫야이 - 핫야이 국제공항
  - 로에이 - 로에이 공항
  - 수랏타니 - 수랏타니 공항
- 필리핀
  - 마닐라 - 니노이 아키노 국제공항 허브
  - 세부 - 막탄 세부 국제공항
  - 칼리보 - 칼리보 국제공항 - (2018년 2월 24일 단항)

#### 남아시아
- 몰디브
  - 말레 - 말레 국제공항
- 방글라데시
  - 다카 - 샤잘랄 국제공항
- 스리랑카
  - 콜롬보 - 반다라나이케 국제공항
- 인도
  - 벵갈로르 - 방갈로르 국제공항 허브
  - 부바네스와르 - 비주 파트나이크 국제공항
  - 첸나이 - 첸나이 국제공항
  - 코친 - 코친 국제공항
  - 콜카타 - 네타지 찬드라 수바스 보스 국제공항
  - 하이데라바드 - 라지브 간디 국제공항
  - 비사카파트남 - 비사카파트남 공항
  - 티루치라팔리 - 티루치라팔리 공항

## 단항 노선

### 아시아

#### 동아시아
- 중화인민공화국
  - 샤먼 - 샤먼 가오치 국제공항
  - 충칭 - 충칭 장베이 국제공항
  - 하이커우 - 하이커우 메이란 국제공항

#### 동남아시아
- 말레이시아
  - 쿠알라룸푸르 - 술탄 압둘아지즈 샤 공항
  - 무카 - 무카 공항
  - 이포 - 술탄 아즐란 샤 공항
  - 쿠안탄 - 술탄 하지 아흐마드 샤 공항
- 미얀마
  - 네피도 - 네피도 국제공항
- 인도네시아
  - 마나도 - 삼 라투랑이 국제공항
  - 메단 - 폴로니아 국제공항
  - 솔로 - 아디수마르모 국제공항
  - 바탐 - 항 나딤 공항
- 태국
  - 방콕 - 수완나품 국제공항
- 필리핀
  - 클라크 - 클라크 국제공항

#### 남아시아
- 네팔
  - 카트만두 - 트리부반 국제공항
- 인도
  - 고아 - 고아 국제공항
  - 트리반드룸 - 트리반드룸 국제공항